# ラゴンダ・ラピード
ラゴンダ・ラピード（Lagonda Rapide）は、イギリスの高級スポーツカーメーカー・アストンマーティンが1961年から1964年まで生産していた4ドアGTカーである。

## 概要
1906年、ウィルバー・ガン（Wilbur Gunn）によって起業され、1907年から自動車の生産を始めたラゴンダは、ロンドン - エディンバラやモスクワ - サンクトペテルブルクの公道レースをはじめ、ベントレー、アルファロメオ、ブガッティなどの強豪に伍し、ル・マン24時間レースでの優勝経験も持つ、レーシングカー直系の高級スポーツカーの生産を得意とするメーカーであった。しかし経営は常に不安定で、M45R ラピードでル・マン優勝を果たした1935年にはアラン・グッド（Alan Good ）に買収された。
第二次世界大戦後、自動車業界が大衆車の大量生産を中心としたビジネスに切り替わると、ラゴンダはその波に乗れず経営破綻に陥った。
1948年にラゴンダを買収したのが、ギアとトランスミッション、農業用トラクターなどの製造会社のオーナーであったデビッド・ブラウン（David Brown）であった。彼はこの前年、4連覇を含むル・マン5勝の栄誉に輝きながら、やはり経営状態が悪く、似た境遇にあったアストンマーティンも買収している。
ブラウンの経営の元でアストンマーティン傘下となったラゴンダは、顧客層の近いアストンマーティンとの棲み分けのために4ドア車専用のブランドとなった。そのラゴンダ復活の試金石となったのが、このラゴンダ・ラピードである。車名はル・マン24時間レース優勝車である「M45R ラピード」にちなみ、1961年から1964年にかけて生産された。メカニズムやコーチワークはアストンマーティン・DB4を基にしている。
スタイルは、ゆったりとしたアンダーボディと小ぶりなキャビンを組み合わせた伸びやかなプロポーションであり、控えめのテールフィン、フェラーリ・330GT 2+2 シリーズIのチャイニーズ・アイにも似た異径の4灯式ヘッドランプ、フォード・エドセルにも似た、長円形（Horse collar：ホースカラー、馬車馬の首輪と呼ばれる）のラジエーターグリル、その左右に配されたアルファロメオ・1900スプリントやジュリエッタのようなひげ状のサブグリルなど、当時の流行が散りばめられていた。しかしラピード独自の新しい提案はなく、評価は芳しいものではなかった。
ただし、車体はアストンマーティンのセールスポイントともなっていたスーペルレッジェーラ（Superleggera）工法で造られており、内装もイギリス製高級車の伝統に則って本革がふんだんに使われ、ウォールナットのダッシュボードとピクニックテーブルを備えるなど、贅が尽くされている。
ラピードには新設計のアルミ製直列6気筒DOHCの4.0 Lエンジンが用意され、後にアストンマーティン・DB5にも流用された。ブレーキ配管は完全な二重系で、サーボ機構付きのディスクブレーキを備えていた。目新しいところでは、リアサスペンションに採用された車軸懸架ながらデフをばね上架装としたド・ディオンアクスルがあり、これもDBSまで使われることになる。トランスミッションは親会社のデビッド・ブラウン製4速MTも用意されたが、車の性格とユーザーの嗜好を反映し、完成車のほとんどが4速ATで出荷された。
生産は受注に基づいて行われ、価格が4,950ポンドと非常に高価であったこともあり、総生産台数はわずか55台に留まるが、そのうち48台の現存が確認されている。
新生ラゴンダブランドの復活は4年間と短命に終わったが、その名は1974年に発表されたアストンマーティン・ラゴンダに継承され、ラピードの名はDB9の4ドア版コンセプトカーとして2006年に復活を遂げ、その後アストンマーティン・ラピードとして2010年から2020年まで生産された。